# Gotlandpony

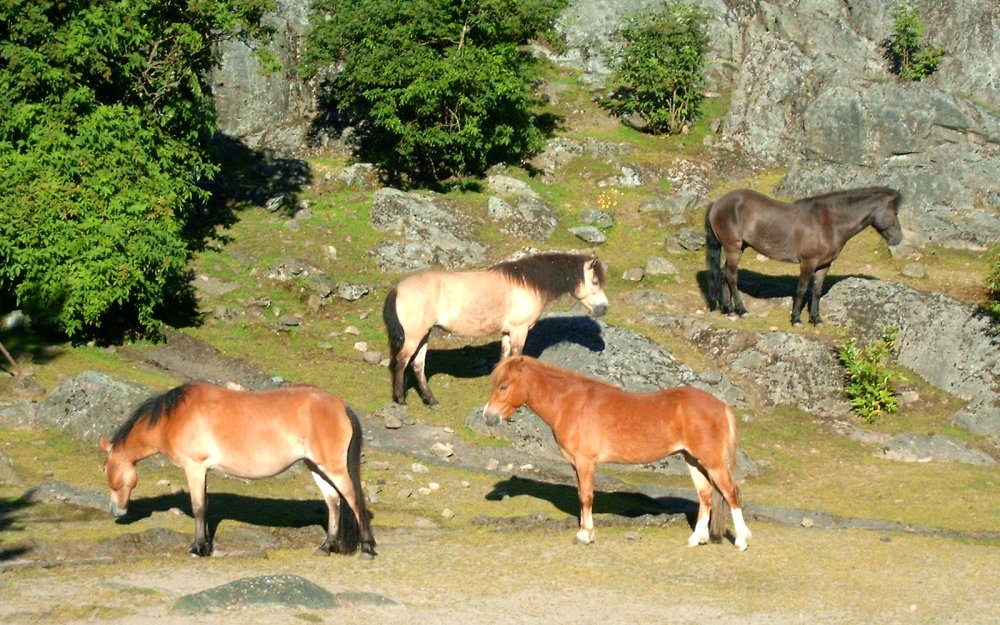
Gotlandpony's nabij Slottsskogen

De gotlandpony, in het Zweeds ook skogruss (bospaard) genoemd, is een ponyras ontstaan op het Zweedse eiland Gotland.

## Kenmerken
De gotlander heeft een stokmaat die gemiddeld tussen de 122 en 134 centimeter ligt. De gotlander heeft een dikke staart en volle manen. De benen zijn fijn en sterk, de hoeven zijn hard en klein. Het hoofd is klein en breed met een recht profiel. Als vachtkleur ziet men vooral donkere kleuren als zwart en bruin (soms met meelsnuit), daarnaast ook voskleur, schimmel en valk, maar geen pure wildkleur.
Gotlanders zijn een sober en gehard ras. Ze kunnen zich soms eigenwijs gedragen maar ze staan over het algemeen bekend als meegaand en gewillig. Gotlandpony's worden gebruikt voor drafwedstrijden in de ponyklasse, als tuigpony en als rijpony voor kinderen. Ze kunnen vrij goed springen. De draf van deze pony's is beter dan de galop.

## Geschiedenis
De afstamming van de gotlander gaat terug op de oorspronkelijke wilde tarpan. Sinds de prehistorie hebben er pony's vrij rondgelopen in de bossen op Gotland. Er werden fossiele botten gevonden op het kleine buureiland Stora Karlsö, die op de IJzertijd gedateerd werden. Gotlandpony's werden door de eeuwen heen gebruikt voor werk op de boerderij en voor transport. Wie een pony nodig had ving er een uit de wilde kuddes in de buurt. In 1859 kwam er een wet die de eigendomsrechten van de grond rondom de nederzettingen anders regelde, waardoor de bestanden van in vrijheid levende pony's teruggingen. Een aantal mensen zette zich in om de leefgebieden te beschermen. Nog steeds leeft er een kleine kudde halfwilde pony's in een heidegebied nabij Lojsta hed in het centrum van het eiland.
Het aantal gotlanders in Zweden daalde opnieuw in het midden van de 20e eeuw, toen door de toenemende landbouwmechanisatie en de afnemende vraag naar de pony's vanuit het binnen- en buitenland. Er werd in het begin van de twintigste eeuw op kleine schaal ingekruist met warmbloedrassen en oosters bloed. In 1943 werd het Zweedse stamboek opgericht. In de jaren 1950 werden op een stoeterij enkele hengsten van de Welsh pony gebruikt om de gotlander te veredelen. Tegenwoordig worden de meeste gotlandpony's raszuiver gefokt op het Zweedse vasteland en ook in Noorwegen, Finland, Denemarken en de Verenigde Staten.

## Afbeeldingen

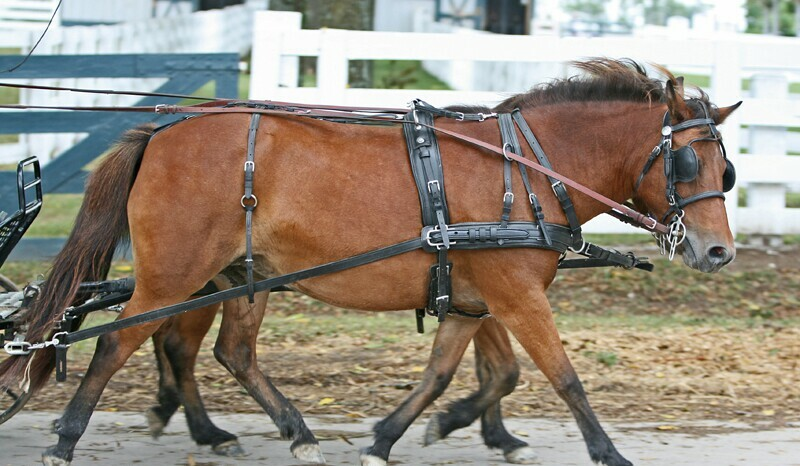
Dubbelspan gotlandpony's
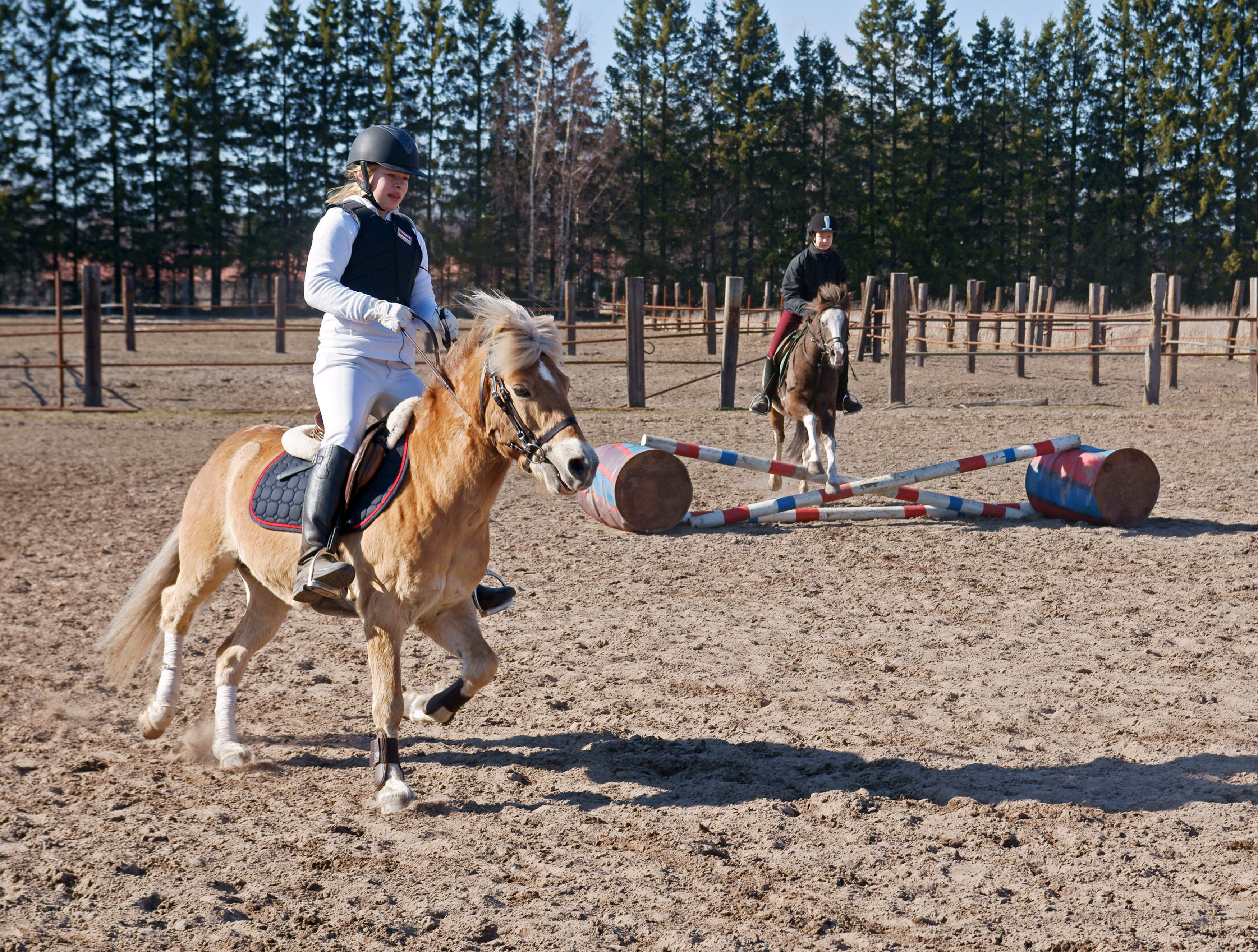
Gotlandpony's als rijpony
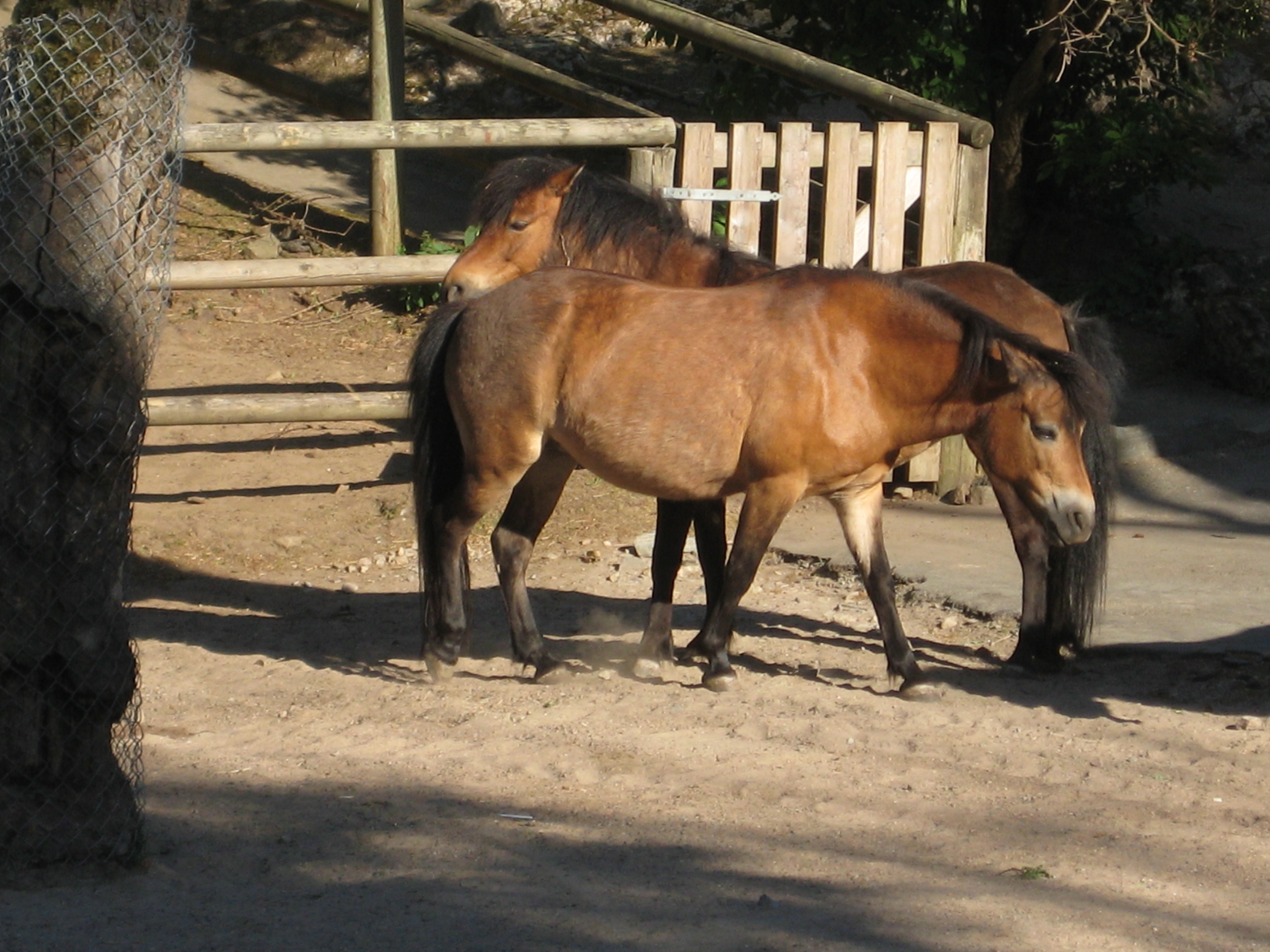
Gotlandpony's
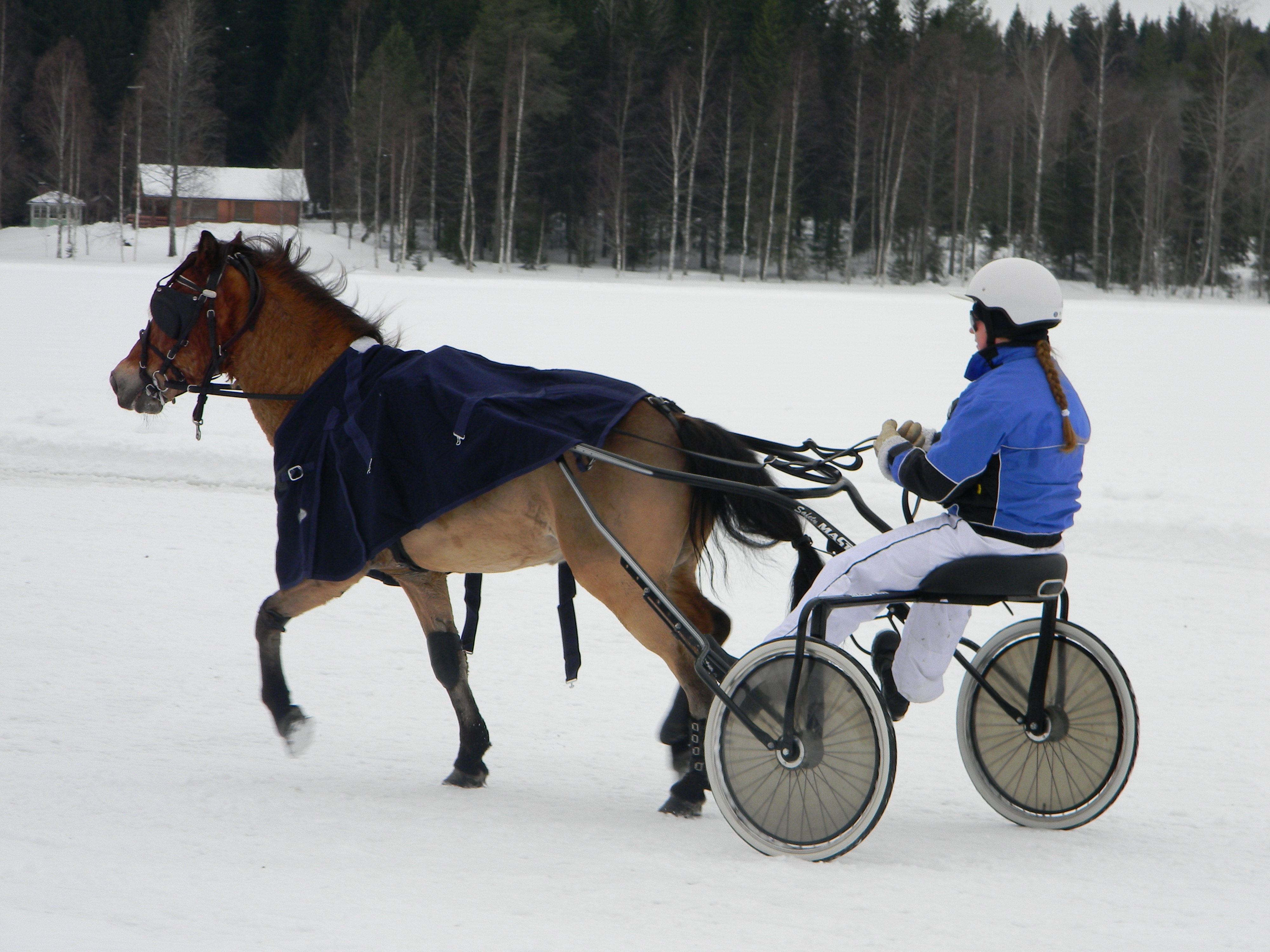
Voor een sulky